# سیارک ۱۸۸۷۴
سیارک ۱۸۸۷۴ (به انگلیسی: 18874 Raoulbehrend، نامگذاری:1999VZ22) هجده هزار و هشتصد و هفتاد و چهارمین سیارک کشف شده‌است که در ۸ نوامبر ۱۹۹۹ کشف شد.
قدر مطلق سیارک برابر ۱۵٫۵ است.